# バナジン酸ビスマス
バナジン酸ビスマス（バナジンさんビスマス、英: Bismuth vanadium oxide）は化学式BiVO4で表される、バナジン酸塩の無機化合物。単斜晶系の結晶構造を持つ。ビスマスバナジウム黄 (Bismuth Vanadate Yellow) 、ビスマス黄 (Bismuth Yellow) とも呼ばれ、Colour Index Generic NameはPigment Yellow 184である。

## 用途
耐熱性に優れた黄色の顔料として、塗料、プラスチック、セラミックス等に利用される。とりわけ鮮やかな色調をもちながら毒性がないことから、同じく鮮やかな色調をもつ黄色無機顔料で毒性が強くなおかつ発色と効果の面で黄色有機顔料による代替を許さなかったカドミウムイエローの代替品として使用されることがある。光触媒としての性質も持ち、可視光照射下においてノニルフェノールやビスフェノールAなどの内分泌攪乱物質を分解することから、水処理への応用が考えられる。また、可視光下において硝酸銀水溶液から酸素を生成する。これは、従来から同じ反応を示すことが知られていた酸化タングステン(VI)より高活性である。酸化タングステン(VI)や酸化スズと組み合わせることにより、人工光合成への応用が研究されている。

## 生成
従来はBi3O3（酸化ビスマス(III)）とNH4VO3（メタバナジン酸アンモニウム）の混合物を、常圧下において700〜900℃で5時間焼成することにより作られてきたが、尿素の存在下で、NH4VO3とBi(NO3)3（硝酸ビスマス(III)）を90℃前後で反応させることにより得る方法が開発された。